# Hanyue Linchang (bondby i Kina, Heilongjiang Sheng, lat 47,23, long 128,81)
Hanyue Linchang (kinesiska: 寒月林场) är en bondby i Kina. Den ligger i provinsen Heilongjiang, i den nordöstra delen av landet, omkring 230 kilometer nordost om provinshuvudstaden Harbin. Antalet invånare är 230. Befolkningen består av 122 kvinnor och 108 män. Barn under 15 år utgör 4,0 %, vuxna 15-64 år 83 %, och äldre över 65 år 12,0 %.
Runt Hanyue Linchang är det ganska tätbefolkat, med 54 invånare per kvadratkilometer. Närmaste större samhälle är Beilie Linchang, 5,5 km söder om Hanyue Linchang. I omgivningarna runt Hanyue Linchang växer i huvudsak blandskog.
Genomsnittlig årsnederbörd är 1 089 millimeter. Den regnigaste månaden är juli, med i genomsnitt 249 mm nederbörd, och den torraste är januari, med 14 mm nederbörd.